# Fratel
Fratel é uma povoação portuguesa sede da Freguesia de Fratel do Município de Vila Velha de Ródão, freguesia com 97,86 km² de área e 500 habitantes (censo de 2021), tendo, por isso, uma densidade populacional de 5,1 hab./km².

## Geografia

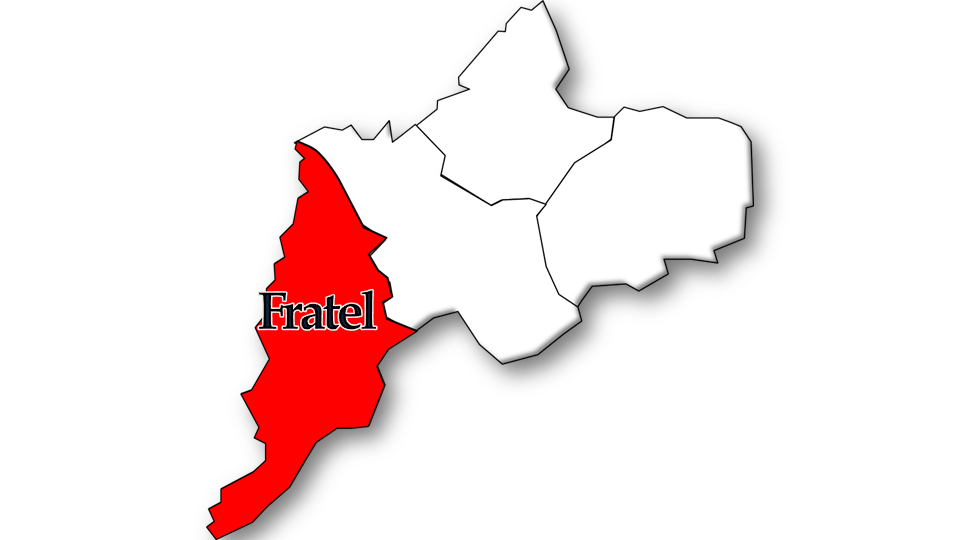
Localização no Município de Vila Velha de Ródão

Dista cerca de 16 km da sede do seu município e 36 km da cidade de Castelo Branco.

## Demografia
A população registada nos censos foi:
| Distribuição da População por Grupos Etários | Distribuição da População por Grupos Etários | Distribuição da População por Grupos Etários | Distribuição da População por Grupos Etários | Distribuição da População por Grupos Etários |
| -------------------------------------------- | -------------------------------------------- | -------------------------------------------- | -------------------------------------------- | -------------------------------------------- |
| Ano                                          | 0-14 Anos                                    | 15-24 Anos                                   | 25-64 Anos                                   | > 65 Anos                                    |
| 2001                                         | 57                                           | 48                                           | 270                                          | 385                                          |
| 2011                                         | 39                                           | 31                                           | 214                                          | 324                                          |
| 2021                                         | 13                                           | 33                                           | 176                                          | 278                                          |

## Aldeias
Do território da freguesia fazem ainda parte as seguintes aldeias: 
- Carepa
- Gardete
- Juncal
- Ladeira
- Marmelal
- Montinho
- Perdigão
- Peroledo
- Riscada
- Silveira
- Vale de Figueira
- Vale da Bezerra
- Vermum
- Vilar de Boi

## Associativismo
- Associação Cultural e Recreativa do Marmelal
- Associação de Caça e Pesca da Freguesia do Fratel
- Associação Sócio Cultural Dr. Francisco Rodrigues Porto
- Centro Cultural Desportivo e Recreativo de Vilar do Boi
- Centro Sócio-Cultural da Silveira
- Comemora o Verão - Associação Cultural e Recreativa do Juncal
- Grupo de Amigos do Montinho
- Grupo de Amigos do Perdigão
- Grupo Sócio-Cultural de Gardete
- Sociedade Filarmónica de Educação e Beneficência Fratelense
- Tudo para os Amigos - Associação Cultural da Riscada

## Património
- Barragem do Fratel
- Igreja Matriz de S. Pedro
- Túmulo de Santo Amaro
- Parque Natural Tejo Internacional

## Filmagens
A sua estação ferroviária foi o local de filmagens da série Estação da Minha Vida, em 2001.